# Conseil de l'Arctique
Ne doit pas être confondu avec Conseil économique de l'Arctique.
Le Conseil de l'Arctique est un forum intergouvernemental traitant des problèmes rencontrés par les gouvernements des États ayant une partie de leur territoire dans l'espace arctique et par les peuples autochtones de la région.
La déclaration d'Ottawa, en 1996, conduit à l'instauration du Conseil de l'Arctique pour promouvoir le développement durable dans la région en matières sociales, économiques et environnementales.

## Histoire
Le premier pas vers la formation du Conseil de l'Arctique est franchi en 1991 lorsque huit pays riverains signent la Arctic Environmental Protection Strategy (en) (AEPS). La déclaration d'Ottawa, ratifiée en 1996, établit formellement le Conseil de l'Arctique en tant que forum intergouvernemental de haut niveau, visant à se donner les moyens de promouvoir la coopération, la coordination et les interactions entre les États signataires sur des sujets communs, notamment le développement durable et la protection de l'environnement dans l'Arctique. Cette déclaration prévoit la participation des différentes communautés autochtones et des autres habitants de l'Arctique. Les huit États signataires sont le Canada, la Russie, la Norvège, le Danemark, l'Islande, les États-Unis, la Suède et la Finlande.
De février 2022 à mai 2023, les travaux du Conseil de l'Arctique, alors sous présidence russe, ont été ralentis par un boycott des autres États membres à la suite de l'Invasion de l'Ukraine par la Russie. La Chine, membre observateur depuis 2013, souhaitant avoir un rôle plus important pourrait exploiter ce boycott pour forcer un changement de gouvernance.

## Participants

Logo de la présidence russe.

### États membres
Les membres actuels du Conseil de l'Arctique sont :
- Canada
- Danemark qui représente également le Groenland et les îles Féroé
- États-Unis
- Finlande
- Islande
- Norvège
- Suède
- Russie

La présidence du Conseil est tournante pour deux années : la Russie en 2004-2006 ; la Norvège pour 2006-2009 ; le Danemark pour 2009-2011 ; la Suède pour 2011-2013 ; le Canada pour 2013-2015 ; les États-Unis pour 2015-2017 ; la Finlande pour 2017-2019 et l'Islande pour 2019-2021; la Russie pour 2021-2023. La Norvège a pris la présidence en mai 2023.

### Participants permanents
Six associations autochtones de la région arctique ont par ailleurs le statut de participants permanents au Conseil :
- l’Association aléoute internationale,
- le Conseil arctique de l’Athabaska,
- le Conseil international des Gwich'in,
- le Conseil circumpolaire inuit,
- l’Association des peuples autochtones du Nord, de la Sibérie et de l'Extrême-Orient de la fédération de Russie,
- le Conseil saami.

### Observateurs
Ces membres participent aux groupes de travail mais pas aux prises de décision :
- Depuis 1998 :
  -  Allemagne
  -  Pays-Bas
  -  Pologne
  -  Royaume-Uni
- Depuis 2000 :
  -  France
- Depuis 2006:
  -  Espagne
- Depuis 2013 :
  -  Chine
  -  Corée du Sud
  -  Inde
  -  Italie
  -  Japon
  -  Singapour
- Depuis 2017 :
  -  Suisse[4]

Un grand nombre d'organisations inter-parlementaires et inter-gouvernementales sont également observateurs officiels, dont:
- Programme des Nations unies pour l'environnement
- Fédération internationale des Sociétés de la Croix-Rouge et du Croissant-Rouge
- Union internationale pour la conservation de la nature
- Conseil nordique des ministres
- North Atlantic Marine Mammal Commission
- WWF (programme arctique)

L'Union européenne a déposé une demande pour devenir observateur officiel en 2013, mais celle-ci n'a pas été validé à ce jour (2024).

## Organisation

### Réunions du Conseil
Le Conseil de l'Arctique se réunit environ tous les six mois dans une ville du pays ayant la présidence, avec la participation des hauts fonctionnaires de l'Arctique (Senior Arctic Officials, SAO). Les SAO sont des représentants de haut niveau des États membres, parfois des ambassadeurs et, plus souvent, des hauts fonctionnaires des ministères des Affaires étrangères. Des représentants des six participants permanents et des observateurs officiels sont également invités.
À la fin de sa période de deux ans, le pays ayant la présidence organise une conférence ministérielle qui représente le sommet des travaux du Conseil pour cette période. La plupart des États membres sont alors représentés par leurs ministres des Affaires étrangères, des Affaires nordiques ou de l'Environnement.
Une déclaration formelle, mais non contraignante, portant le nom de la ville où s'est tenue la Conférence, est adoptée à cette occasion. Elle résume en général le bilan du Conseil et donne les grandes perspectives pour le futur. Ces déclarations couvrent les principaux thèmes du ressort du Conseil, à savoir notamment le changement climatique, le développement durable, la surveillance de l'Arctique, les polluants organiques persistants et autres polluants de l'Arctique, et le travail des sic groupes de travail du Conseil.
Si les pays membres du Conseil de l’Arctique ont l’habitude de rédiger une déclaration commune finale, en 2019 et pour la première fois depuis 1996 les États-Unis ont bloqué la déclaration commune en refusant d’y mentionner le changement climatique qui fait pourtant consensus au sein du Conseil sur son importance. La déclaration commune a été remplacée par un texte court signé par les ministres des États membres du Conseil.

### Coordination du travail du Conseil
Jusqu'en 2012, chaque nation présidant le Conseil de l'Arctique acceptait la responsabilité de créer un secrétariat, dont le rôle était de coordonner l'ensemble des activités du Conseil. Il s'agissait notamment d'organiser les séances semi-annuelles, d'héberger le site Internet et de distribuer les rapports et autres documents pertinents pour le travail du Conseil. Depuis le 1er janvier 2013, un secrétariat permanent est assuré par la Norvège et basé à Tromsø.

### Groupes de travail et programmes d'actions
L'essentiel du travail du Conseil de l'Arctique a lieu de manière coopérative dans les six groupes de travail et les deux programmes et plans d'action.

#### Groupes de travail
- Programme de surveillance et d'évaluation de l'Arctique (Arctic Monitoring & Assessment Programme, AMAP)
- Protection de la faune et de la flore arctiques (Conservation of Arctic Flora & Fauna, CAFF)
- Prévention des urgences, préparation et réaction (Emergency Prevention, Preparedness & Response, EPPR)
- Protection de l'environnement marin arctique (Protection of the Arctic Marine Environment, PAME)
- Groupe de travail sur le développement durable (Sustainable Development Working Group, SDWG)
- Programme d'action sur les polluants de l'Arctique (Arctic Contaminants Action Program, ACAP) (depuis 2006)

#### Programmes d'actions
- Évaluation du climat de l'Arctique (Arctic Climate Impact Assessment)
- Rapport de développement humain de l'Arctique (Arctic Human Development Report)

## Priorités
Chaque nouvelle présidence établit ses priorités et ses groupes de travail.

### Présidence du Canada (2013-2015)
La ministre responsable du Conseil, Leona Aglukkaq, déclare avoir pour objectifs « une exploitation responsable des ressources de l’Arctique », la sécurité de la navigation et le développement de collectivités circumpolaires durables. Ces priorités sont fort bien acceptées par la Russie, qui souhaite la mise en place de règles de navigation commerciale et un équilibre entre développement industriel et mode de vie traditionnel. La Norvège et les États-Unis craignent que la recherche environnementale ne soit mise au second plan. La Norvège appuie toutefois les projets de développement industriel, alors que l'Islande est inquiète des effets négatifs sur l'environnement que pourrait entraîner l'ouverture à la navigation du passage du Nord-Ouest. Les populations Inuit partagent cette inquiétude. Plusieurs appuient fortement le projet d'un forum des entreprises du cercle polaire.